# Bezirk Gösgen

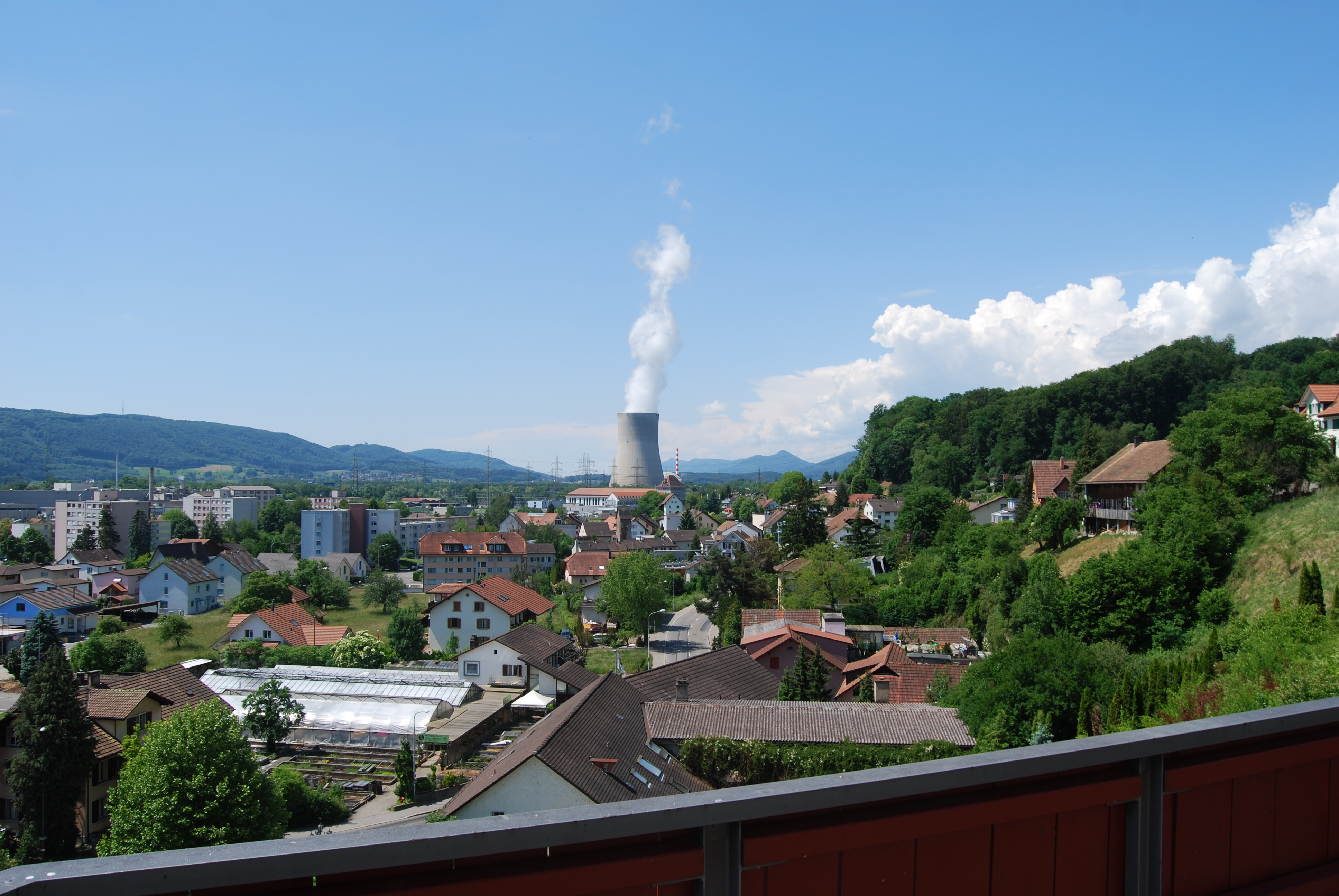
Blick von der Terrasse der katholischen Kirche auf das Kernkraftwerk Gösgen

Der Bezirk Gösgen ist der östlichste Bezirk im Kanton Solothurn (Schweiz) an der Grenze zum Kanton Aargau. Er gehört zur Amtei Olten-Gösgen. Hauptort ist Niedergösgen.
Der Bezirk Gösgen, gelegen am Jurasüdfuss zwischen Olten und Aarau, entwickelte sich in den letzten Jahrzehnten zu einem schönen Wohngebiet. Industrie spielt hier, mit Ausnahme von Trimbach, eine geringere Rolle als z. B. im Gäu oder im Bezirk Olten.

## Wappen
Schräglinks geteilt von Rot und Silber

## Einwohnergemeinden
| Wappen              | Name der Gemeinde   | Einwohner (31. Dezember 2023) | Fläche in km² | Einwohner pro km² |
| ------------------- | ------------------- | ----------------------------- | ------------- | ----------------- |
| Erlinsbach SO       | Erlinsbach (SO)     | 3691                          | 8,87          | 416               |
| Hauenstein-Ifenthal | Hauenstein-Ifenthal | 325                           | 5,35          | 61                |
| Kienberg            | Kienberg            | 528                           | 8,53          | 62                |
| Lostorf             | Lostorf             | 4088                          | 13,25         | 309               |
| Niedergösgen        | Niedergösgen        | 4197                          | 4,32          | 972               |
| Obergösgen          | Obergösgen          | 2457                          | 3,63          | 677               |
| Stüsslingen         | Stüsslingen         | 1257                          | 8,39          | 150               |
| Trimbach            | Trimbach            | 6667                          | 7,60          | 877               |
| Winznau             | Winznau             | 2058                          | 3,94          | 522               |
| Wisen               | Wisen (SO)          | 443                           | 4,79          | 92                |
| Total (10)          | Total (10)          | 25'711                        | 68,67         | 374               |

## Veränderungen im Gemeindebestand

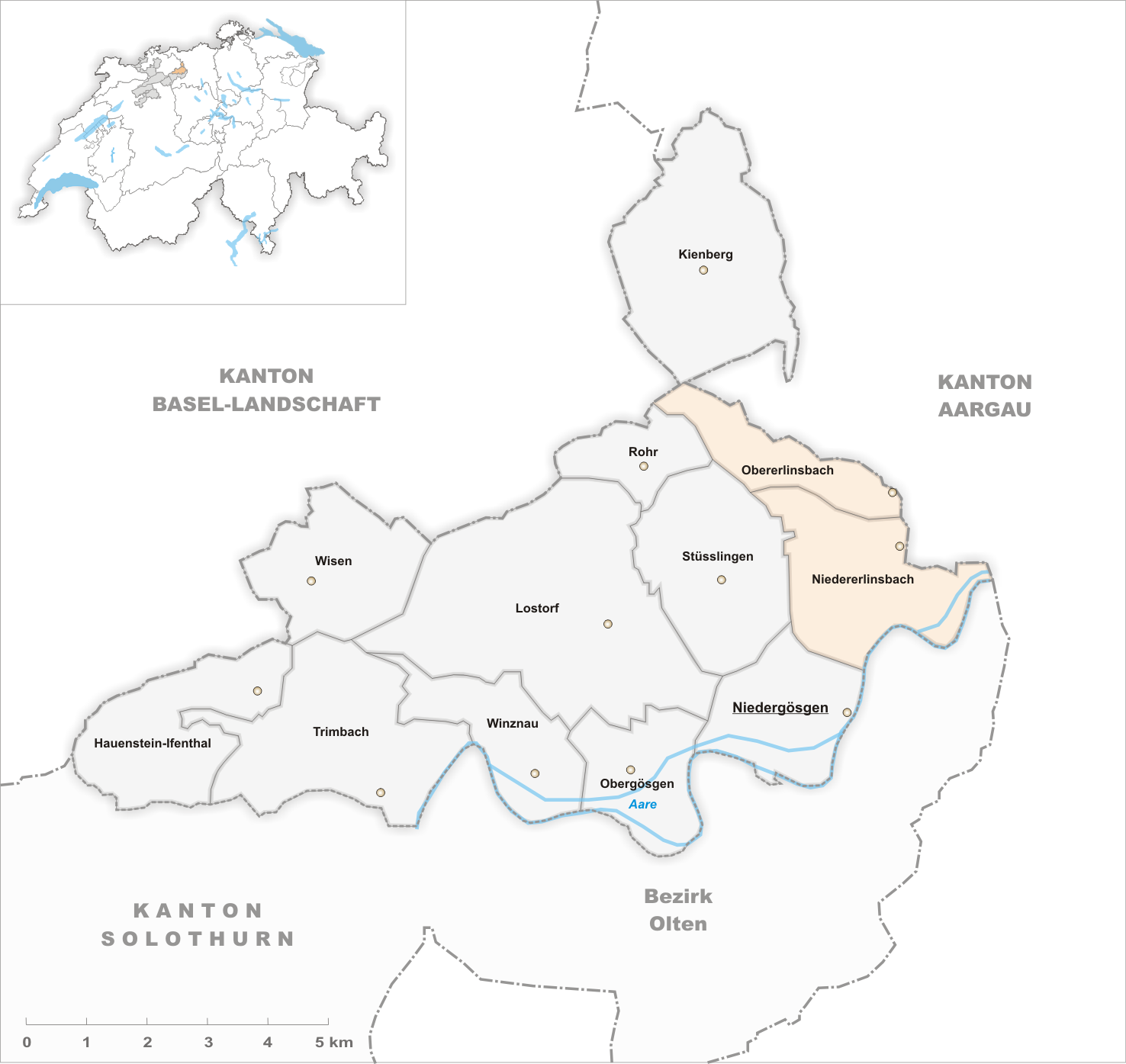
Gemeinden bis 2005
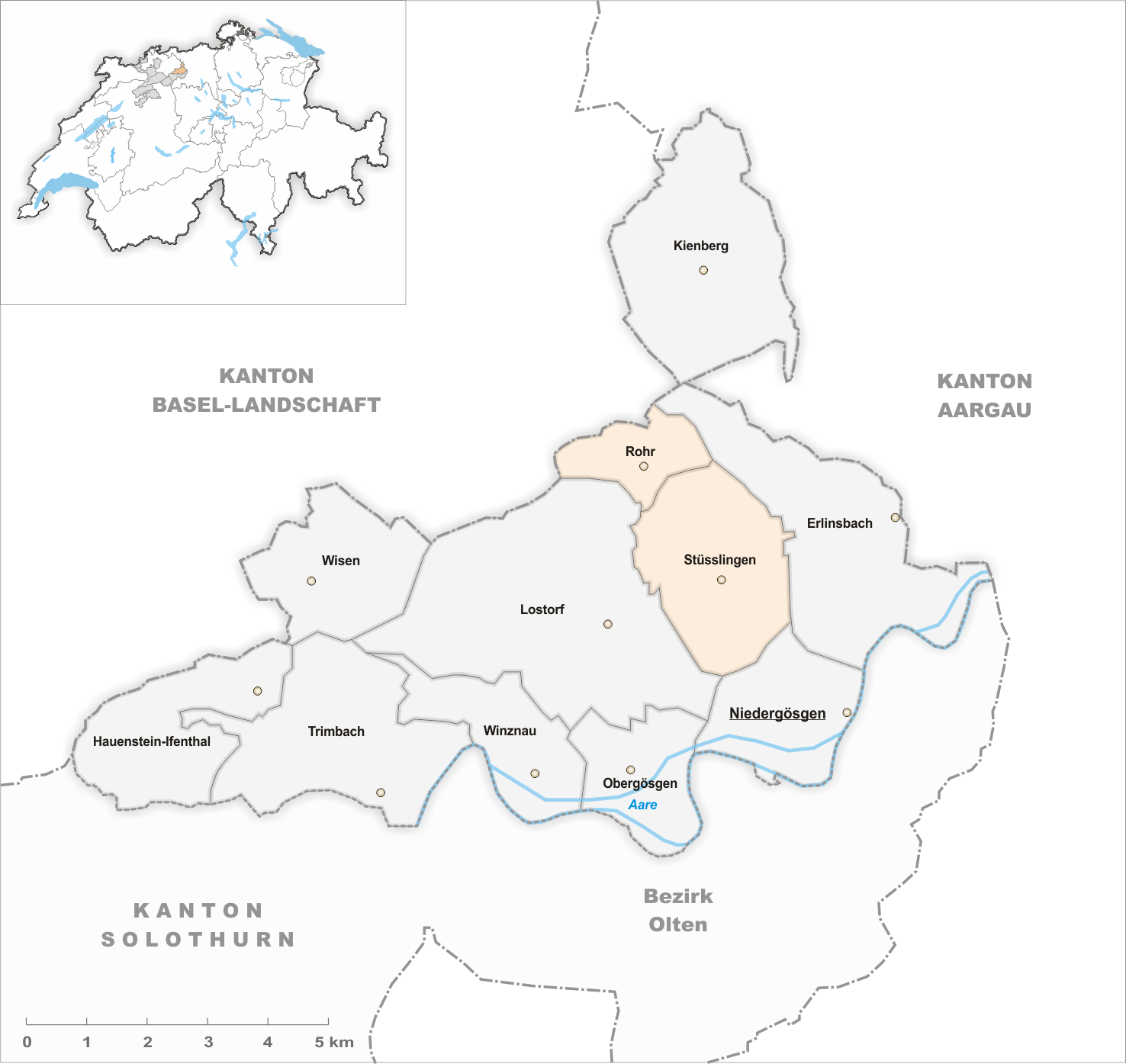
Gemeinden bis 2020

- 2006: Fusion Niedererlinsbach und Obererlinsbach → Erlinsbach SO

- 2021: Fusion Rohr und Stüsslingen → Stüsslingen